# La Ferrière-Harang

La Ferrière-Harang este o comună în departamentul Calvados, Franța. În 1 ianuarie 2018 avea o populație de 313 de locuitori.